# 苻雅
苻雅，五胡十六国時代前秦皇族。略陽郡臨渭县（今甘肃省天水市秦安县東南）人。
苻生在世時，苻雅任右衛将軍。前涼涼州牧張瓘问前秦使者閻負、梁殊，前秦有哪些名臣名将，閻負、梁殊说雄毅厚重，权智无方，则是左卫将军李威，右卫将军苻雅。357年六月，苻堅即位，苻雅被封为西县侯。后来，他被任命为左卫将军。
367年十月，趙公苻双、晋公苻柳反苻堅，魏公苻廋、燕公苻武响应，共同准备攻打长安。
368年三月，苻堅命武衛将軍王鑒、寧朔将軍呂光率精鋭討伐苻双、苻武，苻雅与左禁将軍竇衝等率兵羽林七千騎在后。
四月，前秦軍在隃麋（今陕西省宝鸡市千阳县）与苻双军交战，取得重大胜利，杀俘士兵一万五千人。苻双、苻武敗走上邽，前秦军进一步攻打上邽。
七月，前秦軍攻克上邽，俘获苻双、苻武。苻雅被任命为秦州刺史，负责安抚上邽。
371年二月，苻雅被任命为使持節、都督秦晋涼雍四州諸軍事、秦州刺史。
三月，仇池爆发内乱，苻坚命苻雅、梁州刺史楊安、并州刺史徐成、羽林左監朱肜、揚武将軍姚萇率领步卒七万攻打仇池。
四月，前秦軍进至鷲峡（今甘肃省陇南市西和县），楊纂率兵五万阻击。東晋梁州刺史楊亮派督護郭宝、卜靖率领骑兵千余人，前去救援仇池。两军在峡谷交锋，楊纂惨败，兵卒阵亡三四成。前秦军在峡中大败東晋軍，郭宝、卜靖战死。楊纂收起残兵败退。苻雅攻至仇池，楊統率武都全军投降。楊纂的部下楊他秘密派遣儿子楊碩到苻雅那里，表示臣服，并承诺为内应。楊纂非常害怕，就把自己绑起来投降。苻雅解开绳索，护送他到了长安。
根据《太平御览》所引《秦書》，他被任命为尚書令。
苻雅有权略，性格雄毅，被人称赞为具有良将之才。苻雅乐善好施，常有贫困之人在他府门乞讨。苻雅说：“这世上没有永恒的富贵，我今天富有，说不定日后也会贫困。”他表示一日不帮助贫困之人便感觉不踏实。当时的人称赞他说：“不为权翼富，宁作苻雅贫。”